# Arooj Aftab
Arooj Aftab (Riyad, 11 maart 1985) is een Pakistaanse zangeres, songwriter en muziekproducent. In 2022 won ze als eerste Pakistaanse artiest ooit een Grammy Award. In haar muziek combineert Aftab eeuwenoude soefimuziek en -poëzie met diverse stijlen, waaronder jazz, folk, klassiek, elektronica, ambient en minimalisme.

## Biografie
Arooj Aftab werd geboren in 1985 in Riyad in Saoedi-Arabië, waar haar ouders als expats werkten. In 1995 verhuisden ze terug naar Lahore in Pakistan. Hier begon ze zich in muziek te interesseren. Haar ouders hielden van zingen, organiseerden muziekavonden en hadden een brede muzieksmaak. Aftab luisterde naar pop (Michael Jackson, Whitney Houston, Mariah Carey, Jeff Buckley) en jazz (Billie Holiday, Ella Fitzgerald, Miles Davis, Stan Getz). Ook kwam ze in aanraking met Pakistaanse muziek (Nusrat Fateh Ali Khan, Abida Parveen) en Indiase muziek (Begum Akhtar, Hariprasad Chaurasia). 
Aftab las als tiener gedichten van poëten als Rumi, Hafeez Hoshiarpuri en Mirza Ghalib. Ze leerde zichzelf gitaar spelen met Jack White en The Edge als voorbeelden. Uiteindelijk koos ze voor vocale jazz.

## Loopbaan
In 2005 ging Aftab naar Boston om daar muziekproductie en jazz te studeren aan het Berklee College Of Music. In 2010, na haar afstuderen, verhuisde ze naar New York. Ze verdiende hier haar brood als audiotechnicus, met videobewerking en met het componeren van muziek voor documentaires en een game. Daarnaast werd ze actief in de plaatselijke jazzscene.
In 2014 bracht Aftab haar debuut Bird Under Water uit. Op dit album combineerde ze soefipoëzie, qawwalimuziek en jazz. Aftab omschreef de muziek zelf als neo-soefi. Financial Times en Songlines waardeerden het album met 4 sterren.
In 2021 brak Aftab international door met Vulture Prince. Ze werd daarna genomineerd voor twee Grammy Awards en won er één. Op dit album vertolkte Aftab ghazals (oude soefipoëzie) in de Urdu-taal. Het album was opgedragen aan haar overleden broer en stond in het teken van verlies, verdriet en troost. Ze liet zich op dit album begeleiden door onder andere harp, viool en contrabas. De Volkskrant noemde het "een klein en stil meesterwerk", "beklemmend" en "ontroerend mooi".
De Volkskrant riep Vulture Prince uit tot beste album van 2021. The Guardian nam het album op in de lijst van 10 beste Global Albums van dat jaar, en OOR zette het album op 11 in de OOR's Eindlijst van 2021. Vulture Prince bereikte de 24e plaats in de Vlaamse Ultratop 200 en de 54e plaats in de Nederlandse Album Top 100.
Door het succes van Vulture Prince kon Aftab haar baan opzeggen en op tournee gaan. Ze gaf sindsdien optredens op diverse internationale festivals zoals Glastonbury, Coachella, Primavera Sound, North Sea Jazz, Lowlands, Le Guess Who?, Gent Jazz en Live is Live.
Ook haar volgende albums Love in Exile (2023, met Vijay Iyer en Shahzad Ismaily) en Night Reign (2024) werden goed ontvangen. Trouw schreef over Love in Exile dat Aftab "een prachtige, donkere en ook emotioneel diepe stem heeft, die je meteen een heel eigen wereld binnen voert" en dat Aftab weer "een ronduit intrigerende mix tussen Oosterse muziek en ambient creëert." OOR schreef over Night Reign dat "Aftabs bijzondere stem wordt omlijst door instrumentatie die al even mysterieus en betoverend is als haar zang." Beide albums stonden kort in de Ultratop 200. The New York Times plaatste Love in Exile op 10 in de lijst van beste albums van 2023, OOR en Time plaatsten Night Reign in de top 10 van 2024.
Aftab speelt live en op plaat vaak samen met haar vaste bandleden Maeve Gilchrist (harp) en Petros Klampanis (contrabas). Op haar albums speelde ze ook samen met onder andere Vijay Iyer, Anoushka Shankar, Cautious Clay, Kaki King en Elvis Costello. Ze speelde op het podium samen met onder andere Ambrose Akinmusire en Esperanza Spalding.

## Prijzen en nominaties (selectie)
- 2021: Grammy Award in de categorie Best Global Performance[9]
- 2021: Grammy Award nominatie in de categorie Best New Artist
- 2022: Grammy Award nominatie in de categorie Best Global Performance
- 2022: Songlines Music Award nominatie in de categorie Fusion[34]
- 2023: Grammy Award nominatie in de categorie Best Alternative Jazz Album
- 2023: Edison in de categorie Global[35]
- 2024: Songlines Music Award in de categorie Fusion[36]
- 2024: Grammy Award nominatie in de categorie Best Alternative Jazz Album[37]
- 2024: Grammy Award nominatie in de categorie Best Global Performance

## Discografie
- Bird Under Water (2014)
- Siren Islands (2018)
- Vulture Prince (2021)
- Love in Exile (2023) (met Vijay Iyer en Shahzad Ismaily)
- Night Reign (2024)